# Focke-Wulf Fw 189

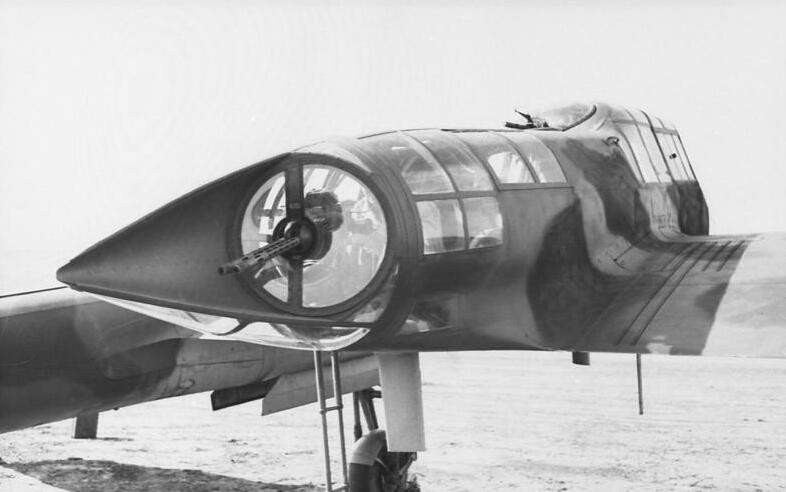
Karabin maszynowy MG-81Z w obrotowej lawecie firmy Ikaria zamontowany w stożku ogonowym gondoli załogi

Focke-Wulf Fw 189 Uhu, Rama – niemiecki trzymiejscowy samolot rozpoznawczy i współpracy z armią z okresu II wojny światowej powstał na zamówienie Ministerstwa Lotnictwa Rzeszy (Reichsluftfahrtministerium, RLM) z 1937.

## Historia i rozwój
Samolot został zaprojektowany w Niemczech w zakładach Focke-Wulf pod koniec lat 30. jako następca stosunkowo nowego samolotu Henschel Hs 126, mający mieć lepsze charakterystyki, w tym widoczność z kabiny, uzbrojony w karabiny maszynowe z możliwością zabrania do 200 kg bomb. Samolot zaprojektowano jako dwusilnikowy dolnopłat w rzadkim układzie dwubelkowym. W lipcu 1938 został oblatany pierwszy prototyp Fw 189V1 napędzany dwoma silnikami Argus-As-410 o znakach D-OPVN (oblotu dokonał główny konstruktor zakładów inż. Kurt Tank). Czwarty prototyp Fw 189V4 był wzorcem do produkcji seryjnej wersji rozpoznawczej. Po podjęciu decyzji o produkcji seryjnej, na wiosnę 1940 wyprodukowano pierwsze 10 samolotów serii informacyjnej Fw 189A-0 w fabryce w Bremie. Był nieznany aliantom, aż do ujawnienia w 1941 jako „Latające Oko” niemieckich wojsk.
Samoloty seryjne w wersji rozpoznawczej były oznaczane literą A. Pierwszą wersją seryjną była Fw 189A-1, produkowana od końca 1940. Miała ona uzbrojenie składające się z dwóch stałych i 2 ruchomych karabinów maszynowych. W kolejnej wersji Fw 189A-2 wzmocniono uzbrojenie do 2 stałych i 4 ruchomych km-ów, stosując podwójnie sprzężone karabiny w stanowiskach tylnych. Wersje te były podstawowymi wersjami produkcyjnymi, oprócz nich budowano niewielkie ilości dalszych wariantów wersji A, lub przebudowywano je z już wyprodukowanych samolotów.
Równolegle z wersją rozpoznawczą, powstawała wersja szkolna samolotu, oznaczona literą B, rozwinięta z piątego prototypu V5. Miała inną gondolę centralną z mniej oszkloną i lepiej wyprofilowaną kabiną załogi, w której mieściło się 5 osób. Wersja ta miała zdwojone sterownice. Zbudowano jednak na przełomie lat 1939/40 tylko 3 samoloty odmiany Fw 189B-0 i 10 Fw 189B-1. Nieliczne samoloty wersji A-0 i A-1 przebudowano ponadto na wersję szkolną Fw 189A-3, wyposażając je w podwójne sterownice.
Planowano również opracować wersję samolotu szturmowego, która miała uzyskać oznaczenie Fw 189C. W tym celu przebudowano pierwszy prototyp V1 na wersję V1b i jako wzorzec serii zbudowano szósty prototyp V6. Odróżniały się one zmienioną gondolą centralną, z małą i ciasną dwuosobową opancerzoną kabiną załogi. Wersja szturmowa jednak okazała się nieudana, miała zbyt słabe osiągi, a sam prototyp Fw 189V1b został rozbity podczas pokazu. Dlatego też zrezygnowano z jej rozwijania, wybierając konkurencyjny samolot Henschel Hs 129. Prototyp V6 miał uzbrojenie w postaci dwóch działek 20 mm i 4 km-ów.
Istniał także wariant Fw 189A-1/R, czyli samoloty A-1 przebudowane na wersję nocnego myśliwca, wyposażone w radar FuG-212 Lichtenstein C1 i uzbrojone w wielkokalibrowy karabin maszynowy MG 151/15 kaliber 15 mm na górnym stanowisku, lub nieruchome działko MG-151/20 kal. 20 mm, strzelające ukośnie do góry (system Schräge Musik).
Ogółem, w latach 1939-1944, zbudowano co najmniej 831 samolotów seryjnych Fw 189 wszystkich odmian. Oprócz zakładów w Bremie, ich produkcję uruchomiono w zakładach Aero w okupowanych Czechach i zakładach w Merignac we Francji.

## Użycie

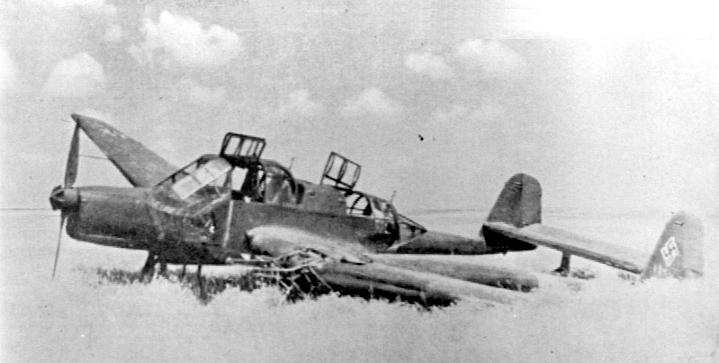
Rozbity w pobliżu Kirowohradu Fw 189 należący do Rumuńskich Sił Powietrznych, lato 1943 roku

Głównym użytkownikiem samolotów Fw 189 było niemieckie lotnictwo wojskowe Luftwaffe. Pierwsze samoloty Fw 189A zostały skierowane do jednostek szkolnych jesienią 1940, natomiast do jednostek bojowych zaczęto je dostarczać pod koniec 1941. Podstawowym obszarem wykorzystania Fw 189 był front wschodni, w walkach przeciw ZSRR; tam pierwsze samoloty tego typu pojawiły się na wiosnę 1942. W drugiej połowie 1942 stały się podstawowym sprzętem eskadr (Staffel) bliskiego rozpoznania (oznaczanych literą H – Heeres = armijne), na froncie wschodnim.
Eskadra 4 (H)/12 służyła w Afryce północnej; używała samolotów specjalnie przystosowanych do warunków tropikalnych, oznaczonych Fw 189A-1/Trop.
Na froncie wschodnim użyto też ok. 30 samolotów Fw 189A-1/R, przebudowanych do wersji nocnego myśliwca, wyposażonych w radar. Jak na myśliwiec, maszyna ta miała bardzo słabe osiągi, lecz wystarczające dla swojego głównego celu – zwalczania radzieckich nocnych dwupłatowych lekkich bombowców Po-2, nękających pozycje niemieckie. Samoloty tej wersji były używane m.in. przez jednostki I/NJG100 i NJG5 na przełomie 1944 i 1945.
Oprócz lotnictwa niemieckiego, 22 lub 23 samoloty Fw 189 były dostarczone w 1943 i 1944 lotnictwu węgierskiemu, w którym były używane w składzie dwóch eskadr rozpoznawczych na froncie wschodnim. Ponadto mała ilość była używana w lotnictwie słowackim.
Samolot Fw 189A był oceniany jako bardzo udana konstrukcja. Jego podstawowym zadaniem było prowadzenie bliskiego (taktycznego) rozpoznania. Wśród jego zadań, zwłaszcza na froncie wschodnim, były także korygowanie ognia artylerii i wykrywanie zgrupowań partyzantów. Do zadań tych szczególnie predestynowała go niewielka prędkość minimalna, sprawiająca wrażenie, że samolot „wisi” nad okopami, oraz świetna widoczność z przeszklonej kabiny. Ważną zaletą Fw 189 była duża wytrzymałość i odporność konstrukcji na uszkodzenia i ciężkie warunki pogodowe, oraz prostota obsługi. Mógł on kontynuować lot na jednym silniku. Mógł również przenosić niewielką ilość bomb (do 200 kg), lub być wyposażony w aparaturę do stawiania zasłony dymnej. Samolot ten, pomimo oficjalnej nazwy Uhu (puchacz), nazywany był powszechnie „ramą”, zwłaszcza przez oddziały naziemne, z racji charakterystycznego kształtu jego dwubelkowego płatowca.

## Opis techniczny

Silnik Argus As-410 eksponowany w MLP w Krakowie

Opis dla wersji Fw 189A – pozostałe zbliżone:
Dwusilnikowy wolnonośny dolnopłat o konstrukcji całkowicie metalowej, w układzie dwubelkowym. Dwie belki kadłubowe, z gondolami silnikowymi w przedniej części i statecznikami pionowymi w ogonowej części, umieszczone pod skrzydłami. Centralna gondola załogi, bogato przeszklona, umieszczona nad środkową częścią płata. Gondola zakończona przeszklonym stożkiem, mieszczącym tylne stanowisko strzeleckie. Statecznik poziomy w ogonie samolotu, łączący stateczniki pionowe. Podwozie samolotu klasyczne, wciągane do gondoli silnikowych, z chowanym kółkiem ogonowym.
Załoga: 3 osoby – pilot, obserwator i tylny strzelec w centralnej gondoli.
Napęd: 2 silniki tłokowe chłodzone powietrzem Argus As 410 A-1, 12-cylindrowe, w układzie V, o mocy 465 KM każdy. Śmigła dwułopatowe ciągnące, drewniane, o zmiennym skoku. Paliwo w dwóch zbiornikach po 200 l, umieszczonych w gondolach silnikowych.
Uzbrojenie stanowiły:
- 2 stałe karabiny maszynowe MG 17 kaliber 7,92 mm, umieszczone w środkowej części płata, po obu stronach gondoli załogi, strzelające do przodu i obsługiwane przez pilota,
- 1 ruchomy km MG 15 kal. 7,92 mm w górnym stanowisku strzeleckim (w wersji A-2 dwa sprzężone km-y MG 81Z kal. 7,92 mm), strzelające do tyłu i obsługiwane przez obserwatora,
- 1 ruchomy km MG 15 w tylnym stanowisku strzeleckim (w wersji A-2 dwa sprzężone km-y MG-81Z), strzelające do tyłu i w dół, obsługiwane przez strzelca,
- do 200 kg bomb (4 wyrzutniki po 50 kg pod zewnętrznymi częściami płata).

Samolot był wyposażony w kamerę filmową i aparat fotograficzny różnych typów oraz radiostację FuG 17 lub FuG 25.

## Zachowane egzemplarze
Podczas jednej z misji rozpoznawczych na froncie wschodnim w maju 1943 Fw 189 numer seryjny 2100 został zestrzelony i spadł na południe od Murmańska. Na początku lat 90. XX w. został po wydostaniu z terenów leśnych przetransportowany do Wielkiej Brytanii, gdzie przeprowadzane są prace remontowe. Uważa się, że Focke-Wulf Fw189, numer fabryczny 2100, jest jedynym zachowanym egzemplarzem tego charakterystycznego samolotu.